# Georgetown (Kentucky)
Georgetown és una població dels Estats Units a l'estat de Kentucky. Segons el cens del 2000 tenia 18.080 habitants.

## Demografia
Segons el cens del 2000, Georgetown tenia 18.080 habitants, 6.703 habitatges, i 4.618 famílies. La densitat de població era de 508,8 habitants/km².
Dels 6.703 habitatges en un 38,3% hi vivien nens de menys de 18 anys, en un 49,4% hi vivien parelles casades, en un 15,6% dones solteres, i en un 31,1% no eren unitats familiars. En el 25,6% dels habitatges hi vivien persones soles el 8,5% de les quals corresponia a persones de 65 anys o més que vivien soles. El nombre mitjà de persones vivint en cada habitatge era de 2,48 i el nombre mitjà de persones que vivien en cada família era de 2,97.
Per edats la població es repartia de la següent manera: un 25,6% tenia menys de 18 anys, un 16,1% entre 18 i 24, un 32,8% entre 25 i 44, un 16,4% de 45 a 60 i un 9,1% 65 anys o més.
L'edat mediana era de 29 anys. Per cada 100 dones de 18 o més anys hi havia 83,5 homes.
La renda mediana per habitatge era de 42.186 $ i la renda mediana per família de 50.743 $. Els homes tenien una renda mediana de 36.970 $ mentre que les dones 25.936 $. La renda per capita de la població era de 18.859 $. Entorn del 8,7% de les famílies i el 10,7% de la població estaven per davall del llindar de pobresa.

## Poblacions més properes
El següent diagrama mostra les poblacions més properes.